# 比纳埃塔瓦
比纳埃塔瓦（Bina Etawa），是印度中央邦Sagar县的一个城镇。总人口51189（2001年）。

## 人口
该地2001年总人口51189人，其中男性26741人，女性24448人；0—6岁人口7467人，其中男3906人，女3561人；识字率72.51%，其中男性为79.41%，女性为64.96%。